# Arthur Johnson (Fußballspieler)
Arthur Johnson (* August 1879 in Dublin; † 23. Mai 1929 in Wallesey) war ein irischer Fußballspieler und -trainer.

## Karriere als Spieler
Johnson gehörte nach der Gründung von Real Madrid am 6. März 1902 zu den ersten Spielern der Mannschaft. Am 13. Mai 1902 erzielte er das erste Tor in der Geschichte der Königlichen im gleichzeitig ersten Clásico gegen den FC Barcelona. Als Torhüter stand er mit Madrid im Finale um die Copa del Rey 1903, als trotz 2:0-Pausenführung der Titel durch eine 2:3-Niederlage gegen Athletic Bilbao verpasst wurde.

## Karriere als Trainer
Von 1910 bis 1920 bekleidete er als erste Person der Vereinsgeschichte das Traineramt, womit er nach Miguel Muñoz in der Geschichte Real Madrids am zweitlängsten den Trainerposten innehatte. Als Coach gewann er 1917 den Spanischen Cup und fünf Regionale Meisterschaften.

## Erfolge als Trainer
- Spanischer Pokal: 1917
- Regionale Meisterschaft: 1912/13, 1915/16, 1916/17, 1917/18, 1919/20